# Reale Arciconfraternita del SS. Sacramento e Natività di Maria Vergine
La Reale Arciconfraternita del SS. Sacramento e Natività di Maria Vergine ha sede in Sant'Agnello sulla costiera sorrentina, area della città metropolitana di Napoli.

## Origini

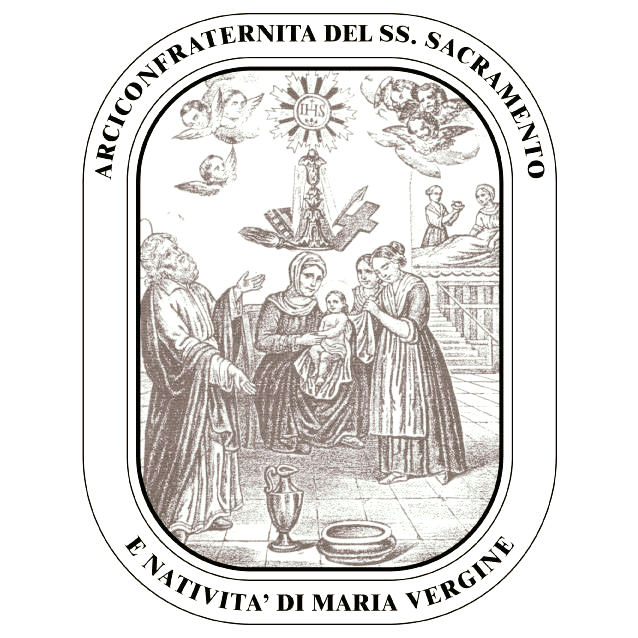
Reale Arciconfraternita del SS. Sacramento e Natività di Maria Vergine

La Reale Arciconfraternita dei laici, annessa alla chiesa dei Santi Prisco e Agnello, sotto il titolo del “SS. Sacramento e Natività di Maria Vergine”, fu fondata nell’anno 1424 e ciò è rilevabile dagli atti che si conservano dagli eredi del signore D. Nicola De Madio, pubblico e regio notaio di Sorrento.
Tale storia fu registrata dal Padre fu Pavone, fondatore della Venerabile Congregazione dei Preti nel Collegio del Gesù di Napoli, il quale istituì diverse Congregazioni di Laici.
Gli aggregati a tale pia corporazione ottenevano, in tale epoca, dal Governo, un regio assenso per dare maggiore importanza e vigore alle regole già compilate. Purtroppo questo primo documento andava perduto e così pure un secondo regio beneplacito, ottenuto nel 1440.
La Congregazione ne domandava un terzo, che veniva concesso il 20 maggio 1760 dalla Reale Camera di S. Chiara, come si rileva dalla lapide di marmo sita nella parte sinistra della Congregazione sopra la fonte dell’acqua benedetta.
I fratelli, aggregati a questa pia Congregazione, che passavano a miglior vita, venivano tumulati nella Terra Santa della suddetta Congregazione, benedetta come Cimitero il 16 dicembre 1777 dall’Arcivescovo D. Silvestro Pepe.
Le sorelle, invece, erano tumulate nella Chiesa Parrocchiale S.S. Prisco e Agnello, in una cappella dedicata all’Arcangelo S. Michele, poi al Cuore Purissimo di Maria SS. Acquistata il 4 ottobre 1834, con pubblico istrumento, avuto per mano del notaio D. Luigi Parlato.
Le regole originali della Congregazione furono formate e ampliate dal M. Rev.do Padre Missionario D. Domenico Castellano Napoletano ed approvate dall’Ill.mo e Rev.mo Sig. Arcivescovo D. Ludovico Anastasio il 28 giugno 1723.
Agli inizi del nostro secolo veniva, poi, istituita in questa Reale Arciconfraternita, un’associazione di bambini denominata “Associazione dei Paggi del SS. Sacramento”, allo scopo di riunire i bambini (dalla nascita fino al quindicesimo anno di età) all’ombra di Gesù in Sacramento per gloria di Gesù Eucaristico, per conservare la loro innocenza, per conseguire la pace della famiglia, della Patria, della Chiesa.
Lo Statuto di suddetta Associazione, in data 3 settembre 1907, veniva approvato dal Vicario Generale, Giuseppe Marino, della Curia Metropolitana di Sorrento.

## Finalità dell'Istituzione
La Reale Arciconfraternita del SS. Sacramento e Natività di Maria Vergine fu istituita per il culto divino, per cantare le lodi del Signore, di Maria SS. E dei Santi e per esercitare altre opere di pietà e misericordia verso il prossimo: in particolare, un tempo anche quella di accompagnare al cimitero le salme dei confratelli.
I suoi aggregati godono di suffragi spirituali in vita e in morte, in particolare del frutto delle messe in festività particolari (Natività di Maria SS., Cuore Sacratissimo di Gesù, festa di S. Anna, nel giorno del 2 novembre) e di indulgenze plenarie particolari concesse, attraverso gli anni, dai pontefici Benedetto XIV (16.8.1755), Gregorio XVI (22.9.1842), Pio IX (2.8.1853), Pio X (1.2.1907 e 27.2.1907).

## Settimana Santa

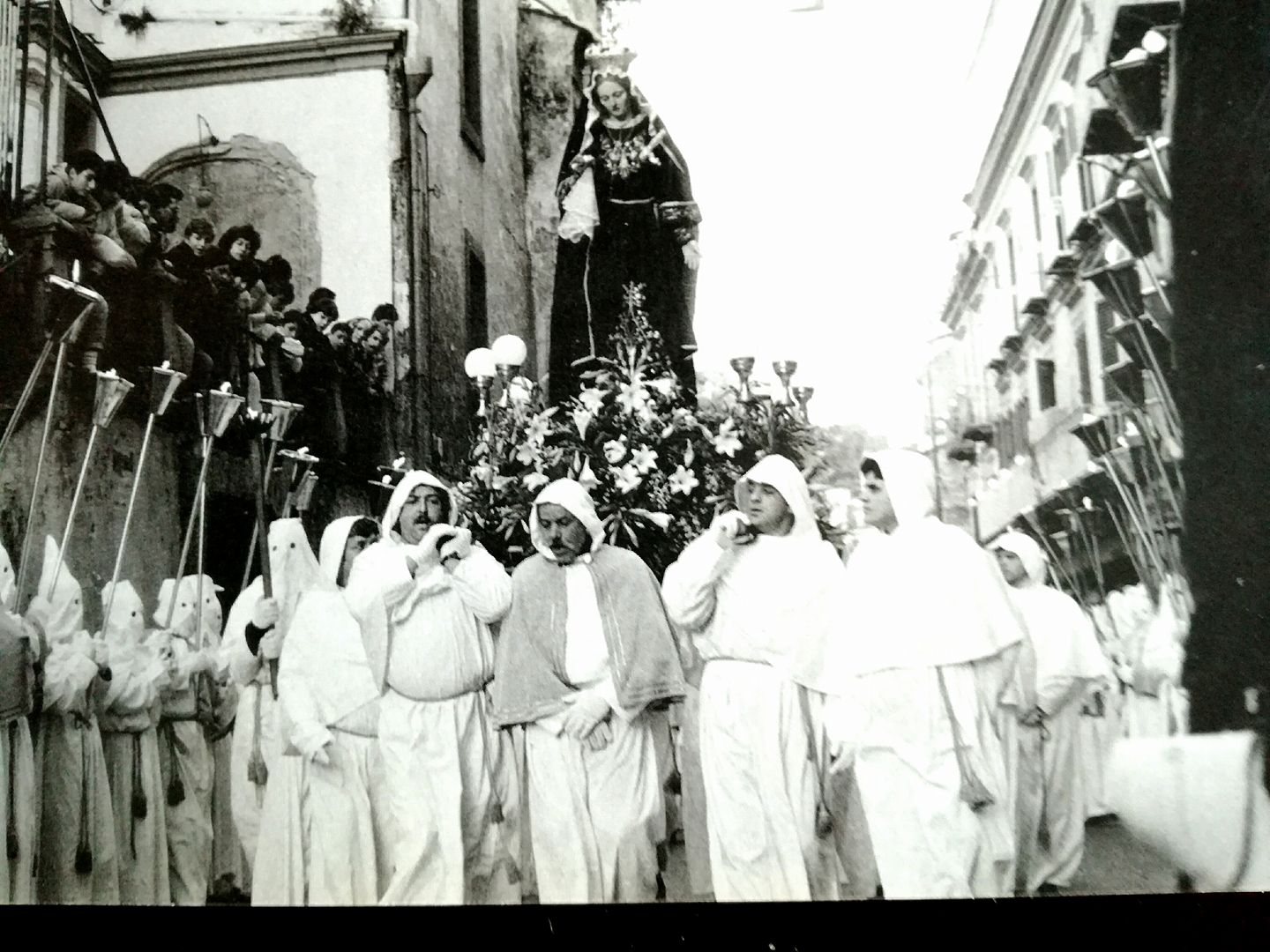
Foto antica che ritrae il rientro della Madonna.

L'Arciconfraternita organizza nella "settimana santa" la devota e commovente processione penitenziale nota con il nome della "Processione Bianca" o della "Processione dell'Addolorata".
Detta processione si snoda per le strade del paese nella notte tra il giovedì ed il venerdì santo, visitando, tutte le chiese ove si allestisce "l'Altare della Reposizione" e ritirandosi, poi, alle prime luci dell'alba. Ad essa partecipano vestiti di bianchi sai e mantelline azzurre e recanti torce e lampioni accesi che, oltre ad illuminare il cammino composto, penoso e cadenzato di tutti, illuminano tante croci di varia misura e "martiri" che altri confratelli portano quali strumenti materiali della passione e morte di Cristo.
Nel 1978 è stato introdotto nella processione, accanto al tradizionale coro del "Miserere Gregoriano", un coro femminile "Il Figlio Mio" di apertura della processione che canta un inno che richiama tanto la duecentesca Laude drammatica di Jacopone da Todi "Donne de Paradiso" che esprime mirabilmente il dramma della Vergine Madre in cerca di suo Figlio.

### Già condannato il Figlio
- versione integrale (12 strofe) -
| 1.Già condannato il Figlio, Alle ribalde squadre, Chiede all’afflitta Madre Il Figlio mio dov’è? 2.Corri per ogni via Incontra l’empia gente E chiede, o Dio piangente il Figlio mio dov’è? 3.Interroga le meste Figliuole di Sionne: Ditemi, buone donne il Figlio mio dov’è? 4.Sale l’infausto monte Con frettolosi passi E chiede ancora ai sassi il Figlio mio dov’è? 5.O Madre dolce e cara, O Vergine pudica, permetti che tel dica; Il Figlio tuo morì. 6.Quel capo già chinato Quelle annerite gote Dicono a chiare note Che il Figlio tuo morì. | 7.Le tombe, i sassi, i monti Le stelle, il mar, le sfere Tutto ti fa sapere Che il Figlio tuo morì! 8.Guarda la nuda croce Che a Te rivolta e dice: Ahi! Mesta Genitrice Il Figlio tuo morì! 9.Ma chi crudel commise Questo esecrando eccesso: O dolce Madre, io stesso Uccisi il tuo Gesù. 10.Per me quel Figlio cadde Insanguinato e spento… Per me si vede a stento Lo spirito esalar. 11.Per soddisfare, o Vergine, Al mio diletto, intanto, Deh! Imprestami quel pianto Che tu versasti un dì. 12.Placati dunque: io t’offro Eterno divin Padre, Le pene della Madre, Il sangue di Gesù. |

### La statua della Madonna Addolorata
Le notizie riguardanti la statua della Madonna che si porta in processione tra la notte del giovedì e venerdì Santo sono pressoché nulle. Dagli archivi storici si hanno notizie certe solo circa la costruzione della base in legno parzialmente dorata. La sua costruzione risale nel 1891 e reca su ognuno dei quattro lati un simbolo della passione.